# لیویوس آندرونیکوس
لوسیوس لیویوس آندرونیکوس (به انگلیسی: Lucius Livius Andronicus؛ حدود ۲۸۴ تا حدود ۲۰۵ پیش از میلاد) یک نمایشنامه نویس و شاعر حماسه‌سرای یونانی-رومی دوره جمهوری روم به زبان لاتین باستان بود. او اولین شاعر رومی است که نامش در تاریخ باقی مانده است.
لیویوس آندرونیکوس اصلاً یونانی بود که در جریان تصرف شهر تارانتو اسیر رومیان شد و کارش را به عنوان یک مربی در خدمت یک خانواده اشرافی در رم با ترجمه آثار یونانی به لاتین، از جمله ادیسه اثر حماسی هومر، آغاز کرد و در روم معلم یونانی و لاتین شد. به‌مرور زمان، این ترجمه جای قانون دوازده لوحه را گرفت و کتاب قرائت گردید. زبان لاتین در نتیجه‌ی این ترجمه شکل ثابتی پیدا کرد و کتاب‌های دیگر یونانی نیز ترجمه شد و طرز آموزش و پرورش و سازمان فرهنگ یونان در روم مورد توجه و اقتباس واقع گشت. در ابتدا قرار بود آن‌ها از او در شیوه‌های آموزشی در مدرسه‌ای که تأسیس کرد استفاده کنند. اما لیویوس آندرونیکوس به نوشتن هر دو گونه نمایشی تراژدی و کمدی روی آورد که به عنوان اولین آثار نمایشی نوشته شده در زبان لاتین باستان شناخته می‌شوند. کمدی‌های او بر اساس کمدی‌های جدید یونانی بودند و شخصیت‌های صحنه، لباس یونانی برتن داشتند. کارها و شیوه او بعدها توسط دیگران ادامه و توسعه یافت و گفته می‌شود ادبیات رومی با «لیویوس آندرونیکوس» آغاز گردید.
بر طبق نظر هوراس، ادبیات روم یا لاتین از سال ۲۴۰ پیش از میلاد، با لیویوس آندرونیکوس آغاز می‌شود. تا قبل از آن، ادبیات ایتالیا شامل دعاها، آوازهای مناسب جشن‌ها، اشعار طنزآمیز و نمایش‌های کوتاه و خنده‌آور ابتدایی بود. از این ادبیات تنها قطعاتی باقی مانده است. لیویوس و جانشینان وی به ترجمه، اقتباس و تقلید از روی نمونه‌های یونانی پرداختند. تا پیش از ۲۷ ق. م کمتر اثر لاتینی از شعر و نثر یافت می‌شود که از نمونه‌های یونانی تأثیر نپذیرفته باشد. نخستین نمونه‌های تراژدی، کمدی، حماسه، اشعار غنایی، خطابه و تاریخ روم به ترتیب از روی آثار اوریپید (Euripides)، مناندر (Menander)، هومر (Humer)، سافو (Safus)، دموستن (Demusten) و توسیدید (Thucydides) به وجود آمدند.

## زندگی
اطلاعات دقیقی از زندگی وی در دست نیست و بسیاری از ابعاد زندگی او ناشناخته است. او اصلیت یونانی داشت و اهل تارانتو یا «تارنتوم» واقع در قلمرو یونانی جنوب ایتالیا بود. او در جنگی که در حدود سال ۲۷۲ پیش از میلاد بین تارانتو و رم درگرفت، شرکت کرد و اسیر رومیان شد. پس از آن به بردگی سناتور لیویوس سالیناتوروس (Livius Salinaturu) درآمد. لیویوس آندرونیکوس کارش را به عنوان یک مربی در خدمت خانواده سالیناتوروس در رم آغاز کرد. او زبان‌های لاتینی و یونانی را به فرزندان مالک خود و گروهی دیگر آموخت و آثار یونانی را به لاتین ترجمه کرد. از جمله ادیسه اثر هومر را به نظم «ساتورنی» لاتینی ترجمه کرد که نظمی بود با بیت‌هایی دارای وزن‌های نامنظم و گسسته که بر مبنای تکیهٔ حروف، تقطیع می‌شد.

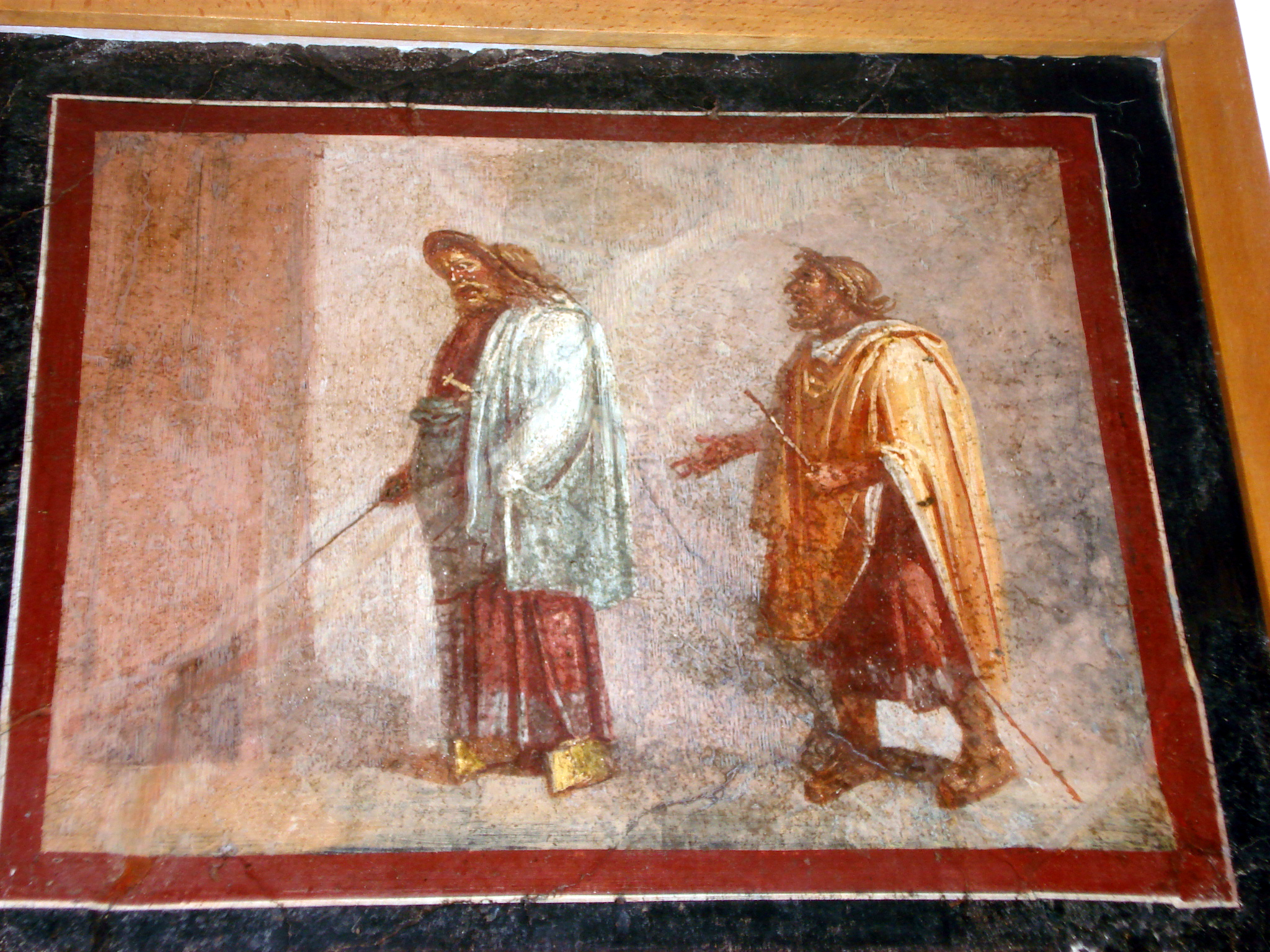
یک فرسکو رومی از یک صحنه تئاتر

به پاس خدمات فرهنگی و تولید آثار ادبی، آندرونیکوس از بردگی آزاد شد و در ازای این آزادی مأموریت یافت که برای مسابقات جشنوارهٔ روم، یک تراژدی و یک کمدی بنویسد و در جشنواره، آن‌ها را به نمایش بگذارد. او این نمایش‌ها را مطابق نمونه‌های اصیل یونانی ساخت و بر روی صحنه آورد و خودش در مقام بازیگر نقش اصلی، به ایفای نقش پرداخت و شعرهای نمایش را همراه با نوای فلوت به آواز خواند.
نمایش‌های ادبی آندرونیکوس مورد توجه فراوان مقامات دولتی قرار گرفت و سبب شد تا آن‌ها به او و سایر شاعران اجازهٔ تشکیل انجمن‌های ادبی بدهند و به این ترتیب، انجمن ادبی مهمی به وجود آمد که نشست‌ها و همایش‌های ادبی خود را در معبد مینروا برپا می‌کرد و از آن پس رسم شد که از این‌گونه نمایش‌های صحنه‌ای در جشن‌های همگانی اجرا شود.
او پس از آنکه آزادی خود را بازیافت، نام مالکش را برای خود برگزید و از آن زمان با اشتیاق به آموزش و تعلیم و تربیت فرزندان سناتور لیویوس پرداخت، تا جایی که در رم به یکی از دستور شناسان برجسته (گراماتیکوس) و استادان مدرسه تبدیل شد.
و در همین زمان یعنی ۲۴۰ قبل از میلاد، اولین متن دراماتیک خود را به لاتینی در رم نوشت و از این زمان به‌طور سنتی تاریخ ادبیات لاتین آغاز شد. پس از آن ملودی‌هایی را در جاه و جلال ژنو (Jenu) الهه یونان باستان و همسر زئوس خدای خدایان، تنظیم کرد و سرانجام در طی جنگ دوم کارتاژی اقدام به تأسیس «انجمن حرفه‌ای» و «مجمع همکاری نویسندگان و بازیگران» کرد.

## آثار

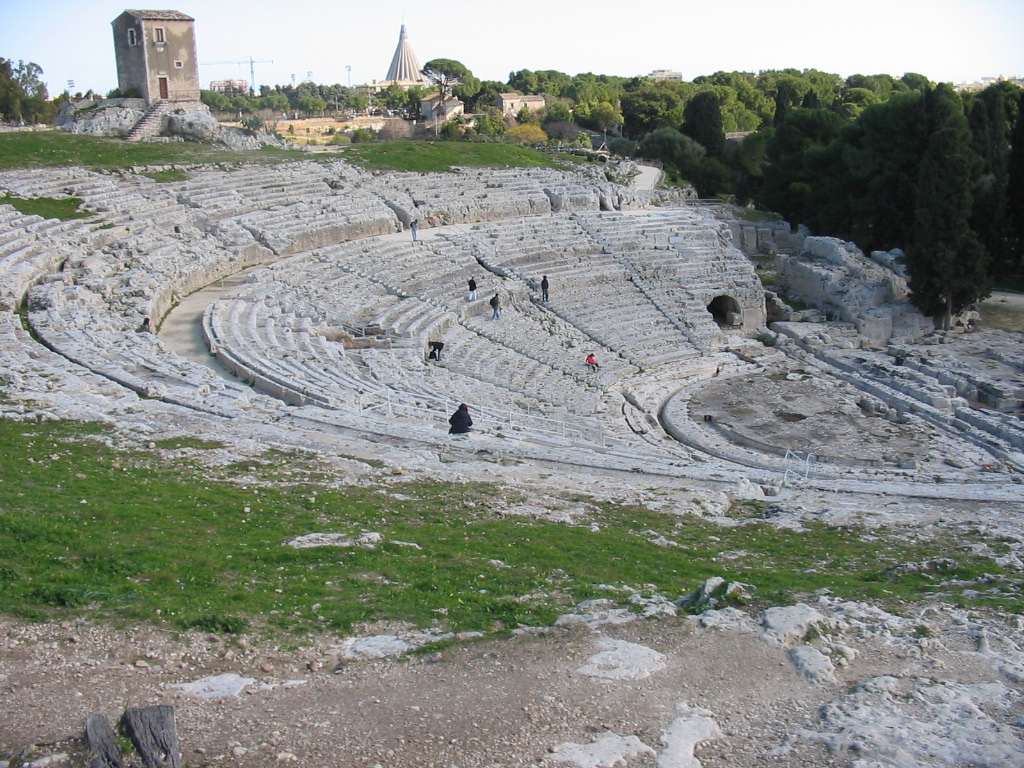
تئاتر باستانی به شیوه یونانی. سیراکیوز، سیسیل ایتالیا

تا پیش از لیویوس ادبیات لاتین شامل نیایش‌ها، آوازهایی برای جشن‌ها و اشعار و نمایش‌های کوتاه کمدی بود. اما لیویوس و جانشینان او به ترجمه و بازسازی آثار یونانی پرداختند، به‌طوری که تا پیش از ۲۷ ق. م، کمتر اثر لاتینی را می‌توان مشاهده کرد که تحت تأثیر تألیفات هلنی (یونانی) نباشد. در این زمان نخستین نمونه‌های تراژدی، کمدی، حماسه، شعر غنایی، خطابه و تاریخ‌نگاری از روی آثار پیشگامان ادبیات یونان همچون اوریپید (Euripides)، مناندر (Menander)، هومر (Humer)، سافو (Safus)، دموستن (Demusten) و توسیدید (Thucydides) به وجود آمد.
در واقع لیویوس که آغازکننده ترجمه و اقتباس آزاد آثار یونانی بود، اقدام به ترجمه‌های آزادی از آثار هومر به خصوص تراژدی مربوط به جنگ تروآ کرد. در کل نه اثر تراژدی و کمدی از لیویوس به جا مانده است که شامل: آشیل (Achille)، دیوانگی و خودکشی ایاکس، اسب تراوای اکوئوسو (کشته شدن آگامنون) (Agamenon)، هرمیون (دختر منلائوس و هلن) و آندرومده (Hermion / Andromeda) داستان دانائوس، گلادیولوس (سربازانی که به تنهایی قدرت کشتن افراد زیادی را به خصوص در استادیوم کولوسئوم داشتند)، از جمله آثار لیویوس به صورت ترجمه آزاد بود. او همچنین در نمایشنامه گلادیولوس خود به ایفای نقش پرداخت. به علاوه ملودیهایی را برای دسته‌های همسرایان سوپرانوی دوشیزگان تنظیم کرد.
با این حال بدون شک می‌توان گفت که مهم‌ترین اثر لیویوس ترجمه «ادیسه» اثر جاودان هومر است. در خصوص ترجمه ادیسه باید خاطرنشان کرد که این اثر در واقع سازگاری هنر و ادبیات در زبان لاتین است که در ساتورنی‌های مختلف (Saturni / سبک شعری ناهموار لاتینی) برگرفته از این اثر سروده شده‌است، چرا که ادیسه هومر به‌طور بنیادی ریشه در فرهنگ یونانی داشت و درک آن برای رمی‌ها بسیار مشکل بود. پس از آن «ایلیاد» بود که از نظر احساسی به دنیای هلنی یونان بیش از ادیسه نزدیک بود و مربوط به جهان مداری، سفر به ماجراها، مصایب و رنج‌های آدمی می‌شد؛ بنابراین لیویوس با هنرمندی این آثار را که دارای مفاهیم و مضامین بسیار مشکل بودند مناسب با ذایقه رمی‌ها ترجمه کرد و از این راه به یک شکوفایی ادبی بسیار برجسته‌ای که از جمله ایدئولوژی‌های وی به‌شمار می‌رفت، دست یافت.